# العقرب الأسود سميك الذيل
العقرب الأسود سميك الذيل أو العقرب الموريتاني (الاسم العلمي: Androctonus mauritanicus) هو نوع من العقارب ينتمي لفصيلة العقربيات.
يعتبر أحد أكثر العقارب الإفريقية سمية.

## الانتشار
يستوطن هذا النوع في المغرب. يتواجد في المنطقة من طنجة إلى أكادير. يمكن العثور عليه أيضًا في شمال موريتانيا.

## الوصف
يتراوح حجمه من 70 إلى 90 ملم. ويبلغ قياس الذكر من العينة النمطية 69 ملم.
هذا العقرب غامق اللون ويتراوح من البني الغامق إلى الأسود، ويكون الجانب البطني من البطن ونهايات الساقين أفتح على الأكثر. له مخالب طويلة رفيعة، تكون نهايتها أخف في بعض الأحيان من باقي الجسم. الذيل طويل وعريض على حد سواء، والدبير واضح جدًا على الرغم من أنه رقيق نسبيًا.
الأنثى لديها 20 إلى 25 مشطا سنيا وللذكر من 26 إلى 30 سنًا.
يمكن تمييز الذكر البالغ عن الأنثى بسهولة من خلال "شق" كبير عند قاعدة إصبع القدم الثابت (العلوي) للمخالب. في كل مخلب، يكون للذكر شق واضح جدًا في جذر إصبع القدم الثابت. في الأنثى، يكون هذا الشق أقل وضوحًا، حتى أنه غائب عمليًا.
تمتد فترة الحمل هي 5-7 أشهر، ويتراوح حجم البطن من 50 إلى 80 فردا. هناك 7 إلى 8 مراحل قبل البلوغ.
يبلغ متوسط العمر المتوقع له من 4 إلى 5 سنوات، بما في ذلك سنتان للوصول إلى مرحلة البلوغ.

## السم
سمه سام للأعصاب، شديد السمية ومميت للإنسان. تتراوح تأثيرات التسمم بالسم من الألم الحاد البسيط إلى مشاكل القلب والأوعية الدموية أو الوذمة الرئوية أو حتى الموت. في حالة اللدغة، يجب عليك بالطبع التوجه فورًا إلى منشأة طبية والحصول على مصل مضاد للسم.

## النظاميات والتصنيف
تم وصف هذا النوع تحت اسم بوتوس موريتانيكوس (Buthus mauritanicus) من قبل بوكوك في عام 1902. تم وضعه في جنس بريونور بواسطة بيرولا في عام 1936، ثم في جنس أندروكتونوس بواسطة فاشون في عام 1948.

## روابط خارجية
- The Scorpion Files : Jan Ove Rein, Trondheim, Norwegian University of Science and Technology
- (بالإنجليزية) مرجع المكتبة الحيوية (BioLib) : Androctonus mauritanicus  (Pocock, 1902)
- Androctonus mauritanicus (Pocock, 1902)/match/1/ "DTNN   Androctonus mauritanicus (Pocock, 1902)". دليل الحياة. ITIS. أنواع 2000. {{استشهاد ويب}}: تحقق من قيمة |url= (مساعدة)صيانة الاستشهاد: آخرون (link)
- (بالfr+en) مرجع موسوعة الحياة (EOL) : Androctonus mauritanicus (Pocock 1902)
- (بالfr+en) مرجع مرفق معلومات التنوع الحيوي العالمي (GBIF) : Androctonus mauritanicus (Pocock, 1902)
- Androctonus mauritanicus  (Pocock, 1902) في المركز الوطني لمعلومات التقانة الحيوية (NCBI)